# Geng Ji
Geng Ji (? - 15 janvier 218), ministre sous Cao Cao. Après avoir servi dans le personnel de Cao Cao, il fut promu Trésorier Privé. En l’an 218, alors outré des aspirations impériales de Cao Cao et de son accession au titre de Roi des Wei, il planifia avec ses complices un coup d’État sur Xuchang afin de restaurer le pouvoir de la dynastie Han. Néanmoins, Xiahou Dun vint mettre fin à l’insurrection à l’aide d’une armée de 30 000 soldats. Tentant de fuir, Geng Ji se fit capturer et fut exécuté publiquement sous les ordres de Cao Cao.